# Schrankia separatalis
Schrankia separatalis là một loài bướm đêm trong họ Erebidae.